# Wacław I zatorski
Wacław I zatorski (ur. ok. 1414, zm. przed 29 lipca 1468), książę oświęcimski w latach 1433/4-1445, książę zatorski w latach 1445–1468.
Wacław I był najstarszym synem księcia oświęcimskiego Kazimierza I i Anny żagańskiej.

## Wywód genealogiczny
| 4. Przemysław oświęcimski |  |                              |  |  |                      |
|                           |  | 2. Kazimierz I oświęcimski   |  |  |                      |
| 5. ?                      |  |                              |  |  |                      |
|                           |  |                              |  |  | 1. Wacław I zatorski |
| 6. Henryk VIII Wróbel     |  |                              |  |  |                      |
|                           |  | 3. Anna żagańska (1390–1433) |  |  |                      |
| 7. Katarzyna opolska      |  |                              |  |  |                      |
|                           |  |                              |  |  |                      |

W chwili śmierci ojca w 1433 lub 1434 był już wystarczająco dorosły, by samodzielnie objąć rządy i przejąć opiekę nad znacznie młodszym rodzeństwem: Przemysławem i Janem IV.
Z nieznanych przyczyn nie wziął osobiście udziału w zjeździe książąt i możnych w Będzinie 15 października 1434, gdzie rozpatrywano m.in. sprawę rozbojów na pograniczu małopolsko-śląskim, co jest tym bardziej dziwne, że była tam obecna jego macocha Małgorzata. 
Nie znaczy to jednak, że książęta oświęcimscy unikali kontaktów z Polską, gdyż już 6 października 1438 w Toszku bracia zobowiązali się uznać Kazimierza Jagiellończyka królem czeskim, jeżeli podobny krok uczyni co najmniej dwóch innych książąt śląskich. W razie niedotrzymania umowy, na własność Polski miał przejść nadgraniczny Zator.
9 lutego 1440 na Śląsk ruszyła wyprawa małopolskiego możnowładcy Dziersława z Rytwian, skierowana przeciwko książętom oświęcimskim, co miało zapewne miejsce w związku z niedotrzymaniem przez Wacława umowy z Toszku. Zaskoczenie książąt oświęcimskich było tak wielkie, że wojskom polskim udało się zająć Zator praktycznie bez oporu. Do układu pokojowego doszło ostatecznie 26 października tegoż roku - Zator powrócił wtedy w granice państewka Wacława, w zamian za co Polska otrzymała zamek w Barwałdzie. Był to początek uzależniania księstwa oświęcimskiego od korony polskiej. Kolejnym krokiem ku temu była umowa z 8 stycznia 1441, kiedy Wacław zobowiązał się pod groźbą utraty władzy złożyć królowi polskiemu hołd lenny i w przyszłości nakłonić do tego samego młodsze rodzeństwo: Przemysława i Jana.
Wspólne rządy synów Kazimierza Oświęcimskiego trwały do 19 stycznia 1445, kiedy to na ich prośbę podziału księstwa dokonał książę karniowski Mikołaj V. Wydzielono wówczas trzy działy: oświęcimski Jana IV, toszecki Przemysława i zatorski Wacława I (nie znamy przyczyn, dla których najstarszy Wacław I zrezygnował z głównego grodu księstwa na rzecz prowincjonalnego Zatora). 
Jako książę zatorski Wacław starał się prowadzić politykę przyjazną Polsce, względem której coraz bardziej stawał się zależny i to pomimo istniejących w dalszym ciągu więzi z królestwem czeskim, którego księstwo było formalnym lennem. 
W 1448 Wacław obiecał wesprzeć wysiłek Polski w zwalczaniu nadgranicznych rozbojów. Pięć lat później oddał również usługi w godzeniu brata Jana z królem polskim.
Nieformalna zależność od korony polskiej potwierdzona została w 1456, kiedy to Wacław I złożył Kazimierzowi Jagiellończykowi hołd lenny. Krok ten ze strony czeskiej został uznany dopiero w 1462 na zjeździe monarchów w Głogowie. 
Wacław był żonaty od około 1450 z Małgorzatą, córką Urbana Kopczowskiego, szlachcica wywodzącego się z ziemi siewierskiej. To niedynastyczne małżeństwo zawarte zostało według kronikarza Jana Długosza z miłości, co wśród panujących książąt stanowi wyjątek. Z małżeństwa tego Wacław dochował się czterech synów (Kazimierza II, Wacława II, Jana V i Władysława) i trzech córek (Zofii, Katarzyny i Agnieszki), o których brak jest jednak bliższych wiadomości). 
Nieznana jest dokładna data śmierci ani też miejsce pochówku księcia zatorskiego Wacława I.